# 斯捷潘尼夫卡镇级市镇
斯捷潘尼夫卡镇级市镇（烏克蘭語：Степанівська селищна громада），是乌克兰东北部蘇梅州蘇梅區的镇级市镇，行政中心为斯捷潘尼夫卡。市镇面积为129.42平方公里，2025年人口数量为10,200人。该市镇成立于2017年3月15日。

## 居民点
该市镇包括一个镇（斯捷潘尼夫卡）和17个村庄。